# Ругвица
Ругвица (на хърватски: Rugvica) е община в Загребска жупания, Хърватия. Според преброяването от 2011 г. има 7871 жители, 96% от които са хървати.